# Kédares
Kédares (grec moderne : Κέδαρες) est un village chypriote situé dans le district de Paphos et comptant 80 habitants.